# منى حوا (صانعة محتوى)
مُنى حَوّا هي مدونة وصحفية فلسطينية من صفد المُحتلة.  عملت كمقدمة برامج على قناة AJ+ العربية ولها مدونة على مدونات الجزيرة.  

## سيرة
نشأت ودرست في السودان ، من المرحلة الابتدائية حتى الماجستير. حصلت على درجة الماجستير في التاريخ من معهد الدوحة للدراسات في قطر. ودرجة الماجستير في العلوم السياسية تخصص الدراسات الأفريقية من جامعة أفريقيا العالمية بالخرطوم.  انتقلت للعيش والعمل كصحفية في العديد من العواصم العربية مثل عمّان والرياض والخرطوم والدوحة. تكتب في مدونتها عن التاريخ - وخاصة تاريخ الأندلس - بالإضافة إلى الهندسة المعمارية والسفر. 
في حوالي عام 2012، كانت المنسقة الإعلامية للملتقى المعرفي الشبابي، وهي منظمة أسسها طلاب الجامعات الأردنية للطلاب ذوي الفضول الفكري. 

## حياة مهنية
عملت كمنتجة ومقدمة برامج في خدمة الأخبار الإلكترونية AJ+ التابعة لقناة الجزيرة باللغة العربية.
في فبراير 2019، دخلت في خلاف مع ضاحي خلفان تميم على تويتر بسبب وصفه للغزو الإسلامي لإسبانيا بأنه «احتلال». 

### الإيقاف عنAJ+
في 17 مايو 2019، وهو اليوم الذي صنف فيه البرلمان الألماني حملة مقاطعة إسرائيل وسحب الاستثمارات منها وفرض العقوبات عليها (BDS) بأنها معادية للسامية ،  نشرت AJ+ العربية ، وهي خدمة إخبارية عبر الإنترنت موجهة للشباب من شبكة الجزيرة الإعلامية ، مقطع فيديو مدته 7 دقائق قدمته حواء بعنوان الهولوكوست حول الهولوكوست وتأسيس دولة إسرائيل .   وقد تم إدانة الفيديو باعتباره معاديًا للسامية من قبل وزارة الخارجية الإسرائيلية والمؤتمر اليهودي العالمي .   وفي تغريدة على تويتر، Emmanuel Nahshon [עמנואל נחשון] ، المتحدث باسم وزارة الخارجية الإسرائيلية ، أدان الفيديو ووصفه بأنه "أسوأ أنواع الشرور الخبيثة"، متهمًا الجزيرة بغسل أدمغة الشباب العربي ووصف الشبكة بأنها "أحفاد أيديولوجيين لـ " دير شتورمر "."   وبعد حوالي ساعة، شارك الحساب الرسمي العربي لوزارة الخارجية الإسرائيلية على تويتر الفيديو، مع النص "أكاذيب شبكة الجزيرة (الجزيرة بلس) حول الهولوكوست..." ( كاذيب شبكة الجزيرة (الجزيرة بلس) حول الهولوكوست... )، متبوعًا بسلسلة من التغريدات. 
سحبت الجزيرة الفيديو خلال 24 ساعة، بعد أن وصل إلى أكثر من 1.1 مليون مشاهدة،  وذكر على تويتر : «حذفت شبكة الجزيرة الإعلامية مقطع فيديو أنتجته AJ+ العربية لأنه انتهك المعايير التحريرية للشبكة.»   تم حفظ الفيديو في جزأين بواسطة معهد أبحاث الإعلام في الشرق الأوسط (ميمري) ،  وهي منظمة أسسها ييغال كارمون مُناصرة لإسرائيل.
وتعرضت حواء وزميلها عامر السيد عمر لإجراءات إدارية تأديبية من قبل شبكة الجزيرة الإعلامية.    بالإضافة إلى ذلك، أعلنت الجزيرة عن برنامج تدريب وتوعية داخلي، واعترفت ديما الخطيب، المديرة الإدارية لـ AJ+، بأن الفيديو تم إنتاجه دون الإشراف التحريري المناسب. 

في 22 مايو/أيار 2019، ردت حوا علناً باللغتين العربية والإنجليزية على الإجراءات التأديبية التي اتخذتها شبكة الجزيرة الإعلامية ضدها، بتغريدة ومنشور على فيسبوك: 
توضيح: فيما يتعلق بالنقاش حول قصتي عن الهولوكوست، أجد نفسي مضطرًا لتوضيح النقاط التالية، ولن أعلق على أي مناقشات أخرى بعد هذا التوضيح. وبطبيعة الحال، هناك تفاصيل أخرى بنفس القدر من الأهمية ربما يتم الكشف عنها في الوقت المناسب: إن قصتي لم تنكر الهولوكوست، ولم تبررها، ولم تجادل فيما إذا كانت جريمة ضد الإنسانية تستحق كل الإدانة. إنها بلا شك واحدة من أفظع الجرائم في التاريخ. ولكن ما جاء في الفيديو عن الاستغلال الصهيوني لآلام ومعاناة ضحايا الهولوكوست هو ادعاء سبق وأن طرحه العديد من العلماء والمؤرخين والصحفيين ضد هذه الحركة الاستعمارية العنصرية...  